# Армстронг, Кен
Кен Армстронг (англ. Ken Armstrong; 3 июня 1924, Брадфорд — 13 июня 1984) — английский и новозеландский футболист и футбольный тренер.

## Биография
Профессиональную карьеру начал после окончания Второй Мировой войны и в течение 11 сезонов был игроком лондонского «Челси». Также выступал за сборную Лондона, за которую сыграл 2 матча на групповой стадии Кубка ярмарок 1955/58. Был включён в состав сборной Англии на чемпионат мира 1954, но не поехал на турнир, оставаясь в Англии в качестве резервного игрока. Единственный матч за сборную Англии сыграл 2 апреля 1955 года против Шотландии в рамках домашнего чемпионата Великобритании 1954/55.
В 1957 году переехал в Новую Зеландию, где параллельно с игровой карьерой начал работать тренером. С 1958 года возглавлял сборную Новой Зеландии, в которой также был игроком и провёл 9 матчей, забив 3 гола. Также играл и тренировал ряд новозеландских клубов. В 1980 году некоторое время возглавлял женскую сборную Новой Зеландии.

## Личная жизнь
Двое его сыновей Рон и Брайан также выступали за Новую Зеландию, а дочь Рона Бриджет (р. 1992) была игроком Женская с женской сборной страны.